# Büren (Nidwald)
Pour les articles homonymes, voir Büren.
Büren  est une localité et une ancienne commune du canton de Nidwald en Suisse
Büren a été intégrée, en 1850 aux communes d'Oberdorf et de Wolfenschiessen. Située au pied du Buochserhorns, le village s'est développé pendant le XXe siècle à la suite de la création de différentes sociétés actives dans le travail du bois et du métal.
Jusqu'en 2002, Büren était une halte de la ligne du Luzern-Stans-Engelberg exploité par la Zentralbahn.

## Sources
- (de) Cet article est partiellement ou en totalité issu de l’article de Wikipédia en allemand intitulé « Büren NW » (voir la liste des auteurs).
- « Büren (NW) » dans le Dictionnaire historique de la Suisse en ligne.